# Bảo tàng Khu vực Zygmunt Krasiński ở Złoty Potok
Bảo tàng Khu vực Zygmunt Krasiński ở Złoty Potok (tiếng Ba Lan: Muzeum Regionalne im. Zygmunta Krasińskiego w Złotym Potoku) là một bảo tàng tọa lạc tại số 11 Phố Tadeusza Kościuszki, làng Złoty Potok, xã Janów, huyện Częstochowski, tỉnh Śląskie, Ba Lan.

## Lược sử hình thành
Bảo tàng Khu vực Zygmunt Krasiński ở Złoty Potok được thành lập vào năm 2008 theo khởi xướng của chính quyền xã. Trụ sở của Bảo tàng là Trang viên Krasiński. Trang viên này là một tòa nhà một tầng được xây dựng vào năm 1829 theo phong cách cổ điển, và từ năm 1856 trở thành tài sản của gia đình nhà thơ Zygmunt Krasiński. Năm 2007, tòa nhà trang viên được giao lại cho chính quyền địa phương sử dụng, và đã được cải tạo để thích hợp làm nơi đặt trụ sở của Bảo tàng Khu vực sẽ được thành lập trong một năm sau đó.

## Triển lãm
Các hiện vật và kỷ vật được trưng bày trong Bảo tàng Khu vực Zygmunt Krasiński ở Złoty Potok bao gồm: ấn bản đầu tiên của một số tác phẩm của Zygmunt Krasiński, chân dung của nhà thơ và các thành viên trong gia đình, đồ nội thất, tranh, tác phẩm điêu khắc, thủ công mỹ nghệ, và các thứ khác.

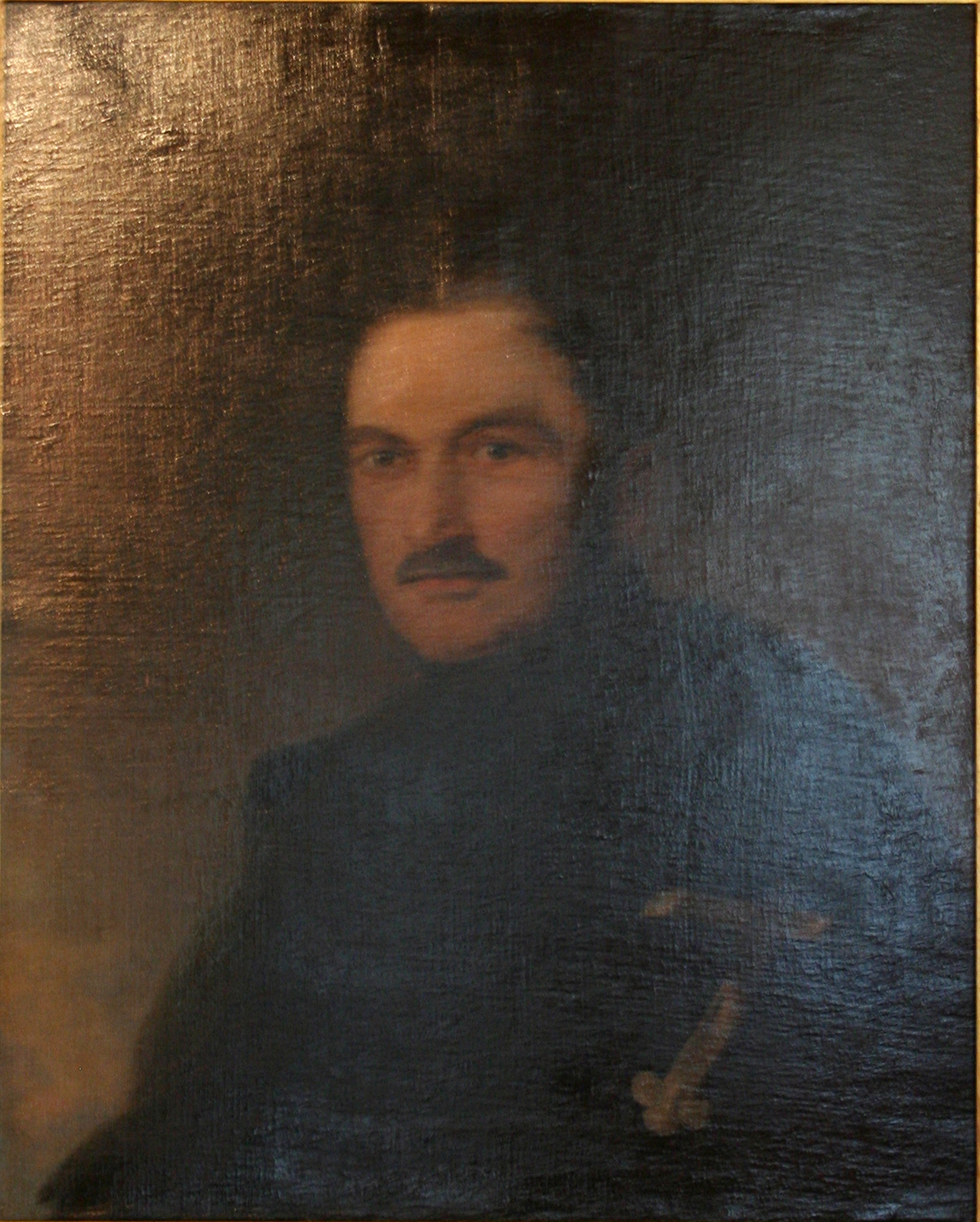
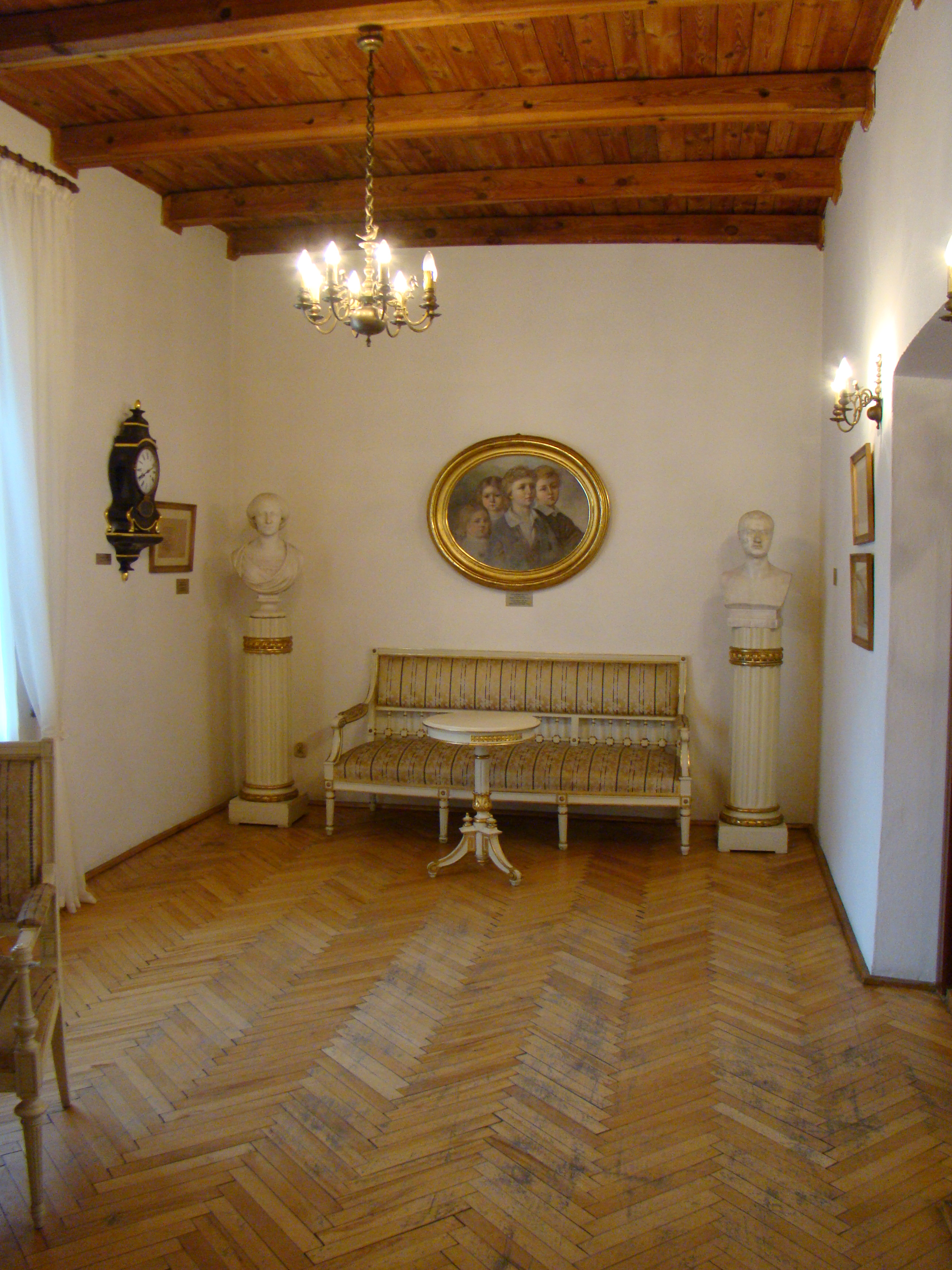
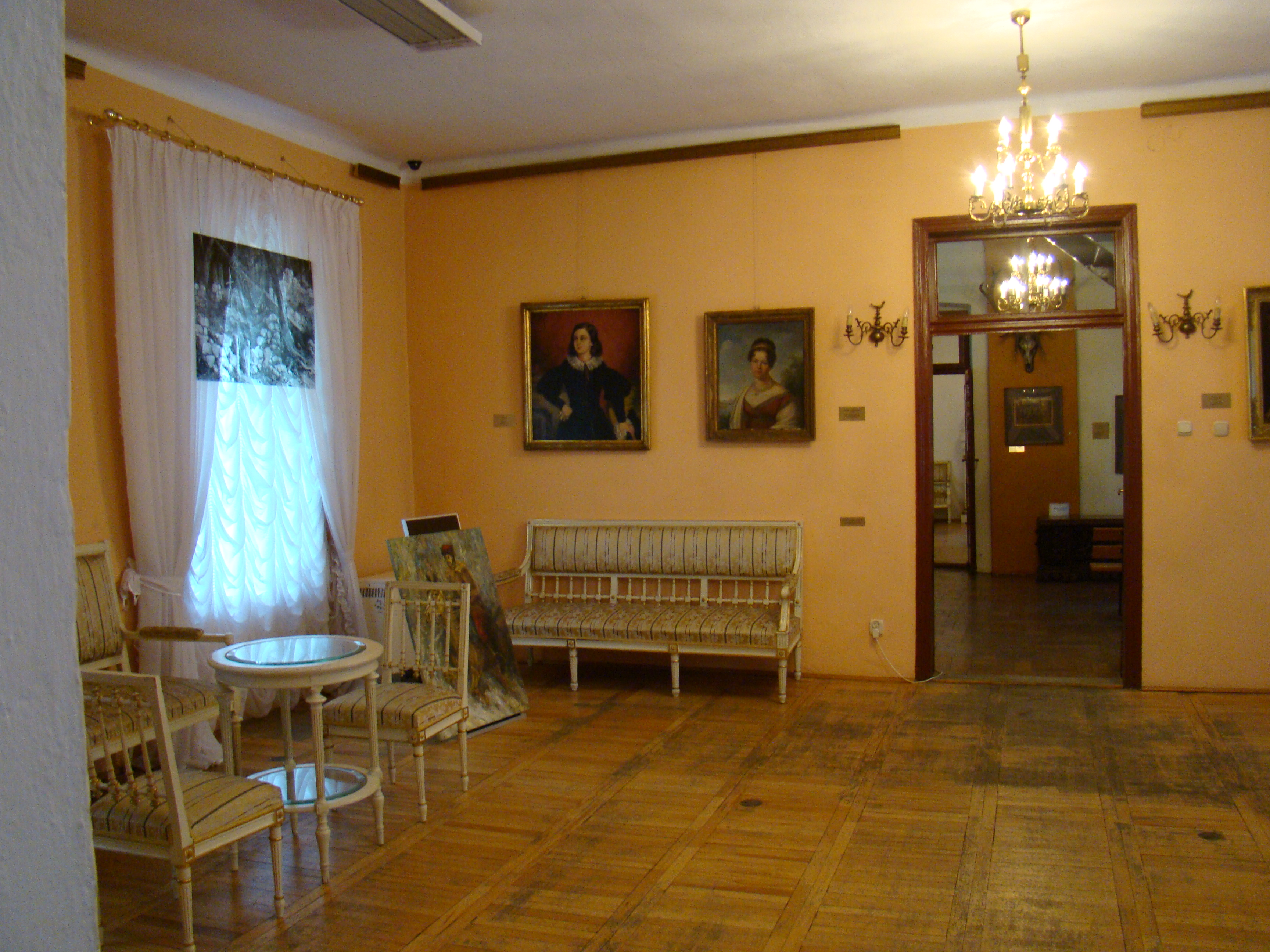